# 持越峠
持越峠（もちこしとうげ）は、京都市北区真弓と雲ケ畑を隔てる峠である。

## 概要
京都府道107号雲ヶ畑下杉坂線上に位置する、標高394mの峠である。分水嶺であり、東を鴨川（賀茂川）、西を桂川（支流）に隔てている。なお、すぐ西側に京都市と南丹市を隔てる同名の峠があるが、歴史的、地理的に関連性はない。

## 名前の由来
雲ケ畑は鴨川の上流に位置するため、ここで鴨川に流したものは良いものも悪いものも、全て京都御所のある京に流れ込む。そのため、同集落で死人が出た場合、この峠を遺体を持ち越えて、隣の真弓集落で葬儀をしたという習慣があった。

## 道路状況
舗装された道路を有している峠である。峠道の間にはセンターラインのある区間はないが、雲ケ畑側の一部に幅員の狭い区間があるものの、ほぼ1.5車線の道幅が確保されている。勾配、カーブは急だが、麓から峠までの道のりは比較的短い。
峠の頂上付近には林道との分岐があり、三角点が設置された白木谷山を経て、西賀茂氷室地区へ通じている。また、大型ゴミなどの不法投棄が目立っているため、監視カメラが2台設けられている。

## ギャラリー

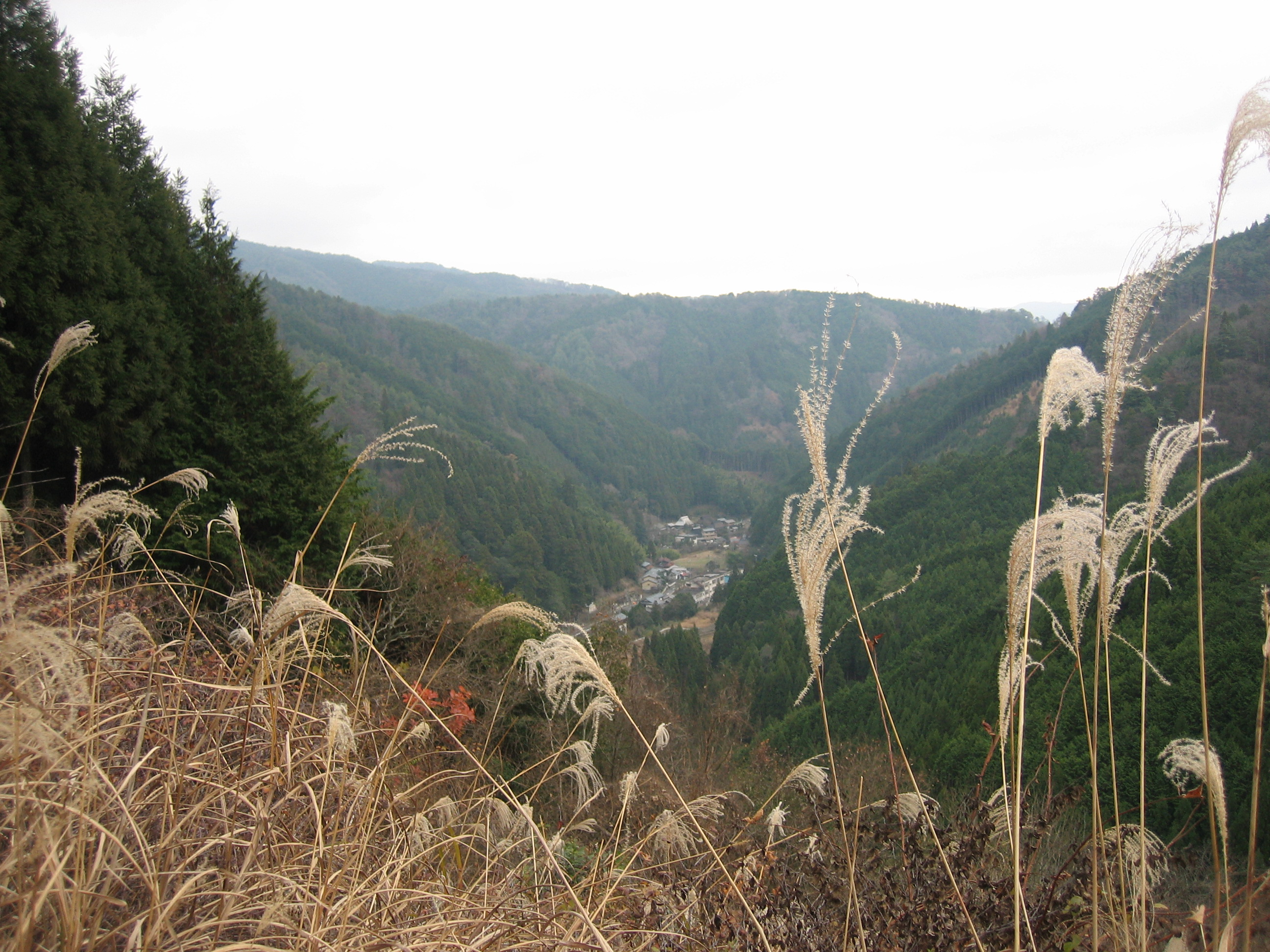
持越峠頂上から雲ケ畑を望む
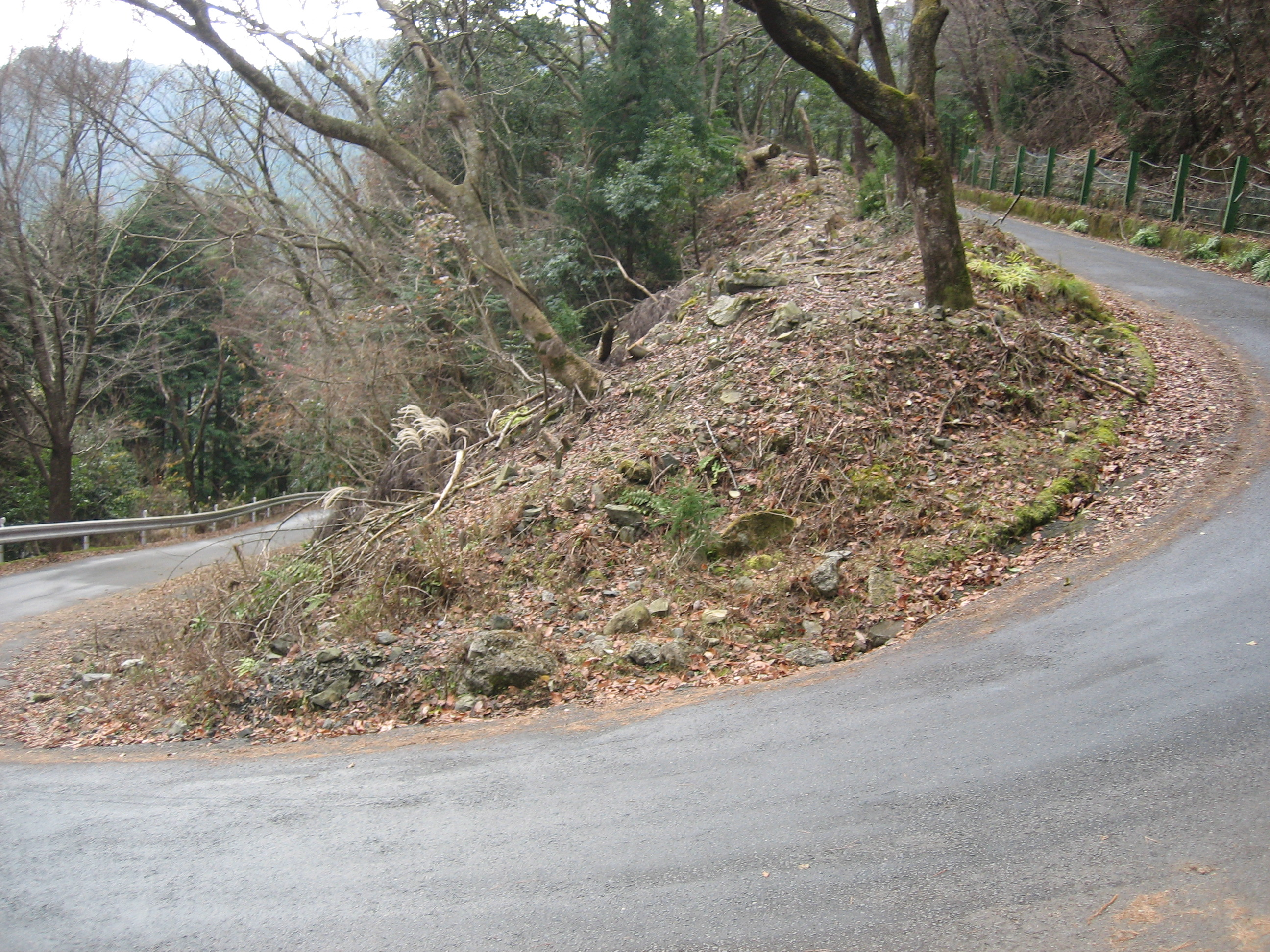
持越峠に通じるヘアピンカーブ
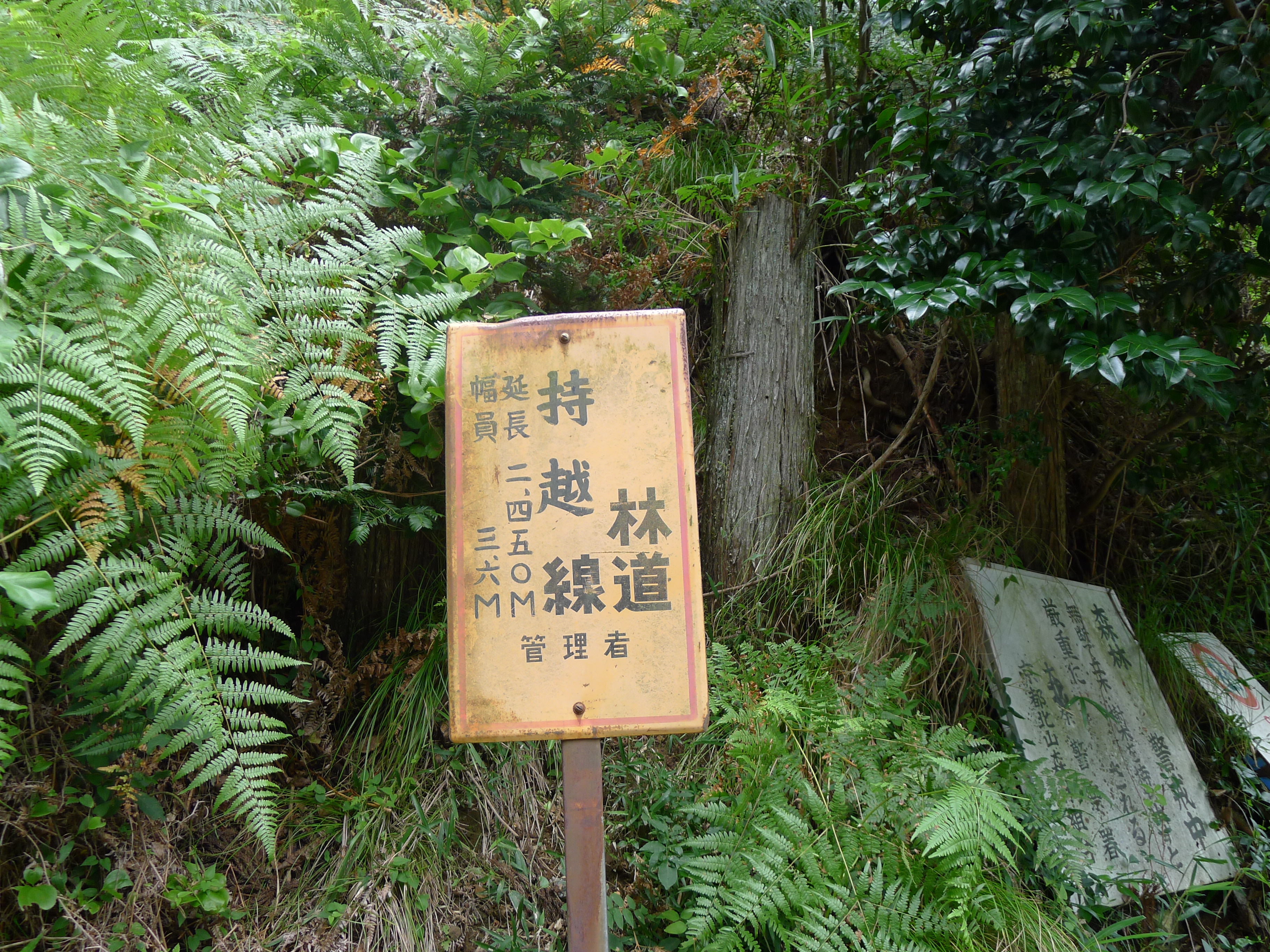
持越峠林道の看板

## 隣接する峠
- 縁坂峠
- 薬師峠
- 供御飯峠